# Адміністративний устрій Ічнянського району
Адміністративний устрій Ічнянського району — адміністративно-територіальний поділ Ічнянського району Чернігівської області на 1 міську громаду, 1 селищну громаду та 3 сільські ради, які об'єднують 76 населених пунктів та підпорядковані Ічнянській районній раді. Адміністративний центр — місто Ічня.

## Список громад Ічнянського району
- Ічнянська міська громада
- Парафіївська селищна громада

## Список радІчнянського району
| № | Назва                      | Центр           | Населені пункти                            | Площа км² | Місце за площею | Населення (2001), чол. | Місце за населенням | Розташування |
| - | -------------------------- | --------------- | ------------------------------------------ | --------- | --------------- | ---------------------- | ------------------- | ------------ |
| 1 | Бережівська сільська рада  | c. Бережівка    | c. Бережівка                               | 34,31     | 3               | 762                    | 3                   |              |
| 2 | Рожнівська сільська рада   | c. Рожнівка     | с. Рожнівка с. Довбні с. Максимівка        | 65,497    | 1               | 1239                   | 1                   |              |
| 3 | Тростянецька сільська рада | c-ще Тростянець | c-ще Тростянець с. Барвінкове с. Верескуни | 46,521    | 2               | 1225                   | 2                   |              |

* Примітки: м. — місто, с-ще — селище, смт — селище міського типу, с. — село